# Кагадєєв Леонід Павлович
Леонід Павлович Кагадєєв (1861, с. Михайлівка — 9 березня 1944, м. Суми) — музикант (піаніст), педагог, музично-громадський діяч. 

## Життєпис
Походив із дворянського роду Савичів. Народився 21 березня 1861 року в родовому маєтку — хуторі Михайлівка поблизу села Степанівка Сумського повіту (за іншими даними — 14 квітня 1861 року в с. Михайлівка Лебединського повіту). Мати — Анна Іонівна Савич, дворянка, закінчила Смольний інститут шляхетних дівчат. Батько, Павло Павлович Кагадєєв, походив з єлисаветградського козацького роду, працював чиновником управління повітової поліції.
Після закінчення Олександрівської гімназії в Сумах навчався на медичному факультеті Харківського університету (пізніше був відрахований за участь у студентському русі), відвідував класи Імператорського Російського музичного товариства (ІРМТ), які невдовзі були перетворені в училище, а пізніше — в консерваторію. Навчався у Іллі Слатіна. Під час навчання в училищі був концертмейстером і хормейстером Харківського оперного театру.
Повернувшись 1897 року до Сум, став уповноваженим представником Московського відділення Російського музичного товариства, організував гастролі відомих виконавців: скрипалів Пеопольда Ауера і Єфрема Цимбаліста, співаків Леоніда Собінова, Івана Алчевського, Габріель та Емілії Крістман, піаністів Софії Метнер, Олександра Зілоті, композитора Антона Аренського, симфонічного оркестру Полтавського відділення РМТ під керівництвом Дмитра Ахшарумова.Я к уповноважений ІРМТ, знаходив підтримку з боку відомого цукрозаводчика і мецената Павла Івановича Харитоненка — великого поціновувача музики.                                                                                                                                                                                                                                                                                                                                                                                                                                                                                                                                                                                                                                                                                                                      
Багато концертував сам, акомпанував  відомим артистам, які приїздили до Сум.. Підтримував товариські відносини із відомими особистостями: флейтистом Олександром Іваненком, піаністом Георгієм Линтварьовим, майстрами українського театру Марією Заньковецькою, Ганною Затиркевич-Карпинською, братами Тобілевичами: Іваном Карпенко-Карим, Миколою Садовським, Панасом Саксаганським.                                                                                                                                                                                                                                                                                                                                                                                                                                                                                                                                                                                                                                                                                                                      
Викладав у гімназії, кадетському корпусі, приватній музичній школі, заснованій 1916 року піаністкою Н. Чуриловою. Серед його учнів  — Катерина Волжина (Пєшкова), майбутня дружина Максима Горького. 
20 листопада 1920 року у Сумах відкрилася музична професійна школа, першим директором якої стає Кагадєєв. Він викладає гру на фортепіано і теоретичні дисципліни. Разом із групою музикантів ставив дитячі і «дорослі» опери, проводив численні просвітницькі заходи, «народні» лекції-концерти.  Володів кількома іноземними мовами, мав найбільшу в Сумах нотну бібліотеку, якою користувалися всі музиканти міста. 
У радянські часи зазнав переслідувань від влади: його позбавили громадянських прав, залишивши без пенсії, родинний будинок конфіскували. 
Помер 22 березня 1944 року. Похований на Петропавлівському цвинтарі у Сумах. 